# Corcieux
Corcieux ([kɔʁsjø] , en vosgien de la montagne [kɔʁsyː]) est une commune du nord-est de la France, chef-lieu de canton du département des Vosges dans l'arrondissement de Saint-Dié-des-Vosges, en région Grand Est.
Ses habitants sont appelés les Forfelets.

## Géographie

### Situation

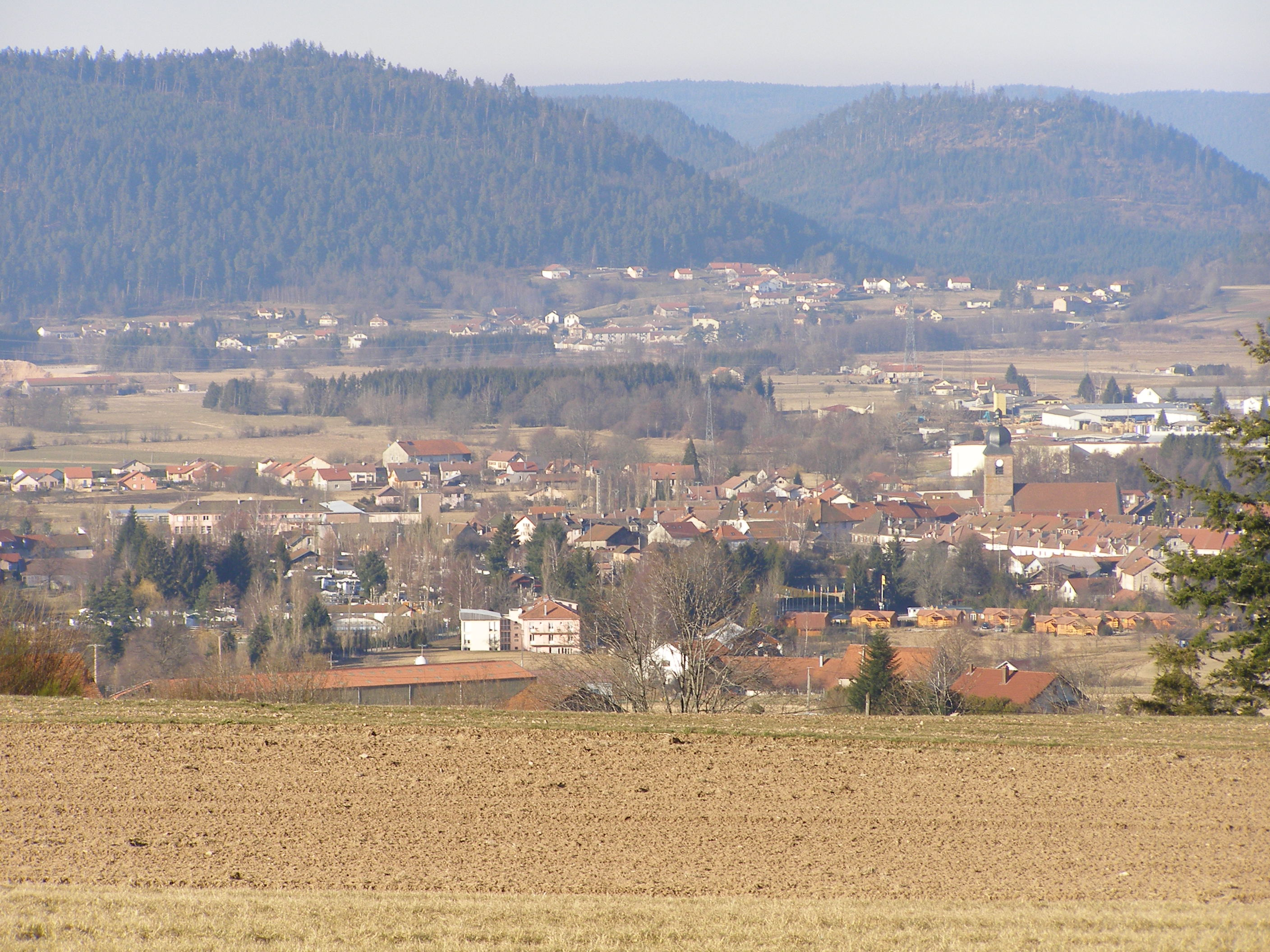
Vue générale

Corcieux est située dans la vallée du Neuné, petit affluent droit de la Vologne, à 550 m d'altitude. La commune est distante de 18 km de Saint-Dié-des-Vosges, de 15 km de Bruyères et de 15 km de Gérardmer. Le lieu est un plateau peu accidenté, en forme de large cuvette dont les altitudes restent comprises entre 503 et 730 m. 
C'est une des 201 communes réparties sur quatre départements : les Vosges, le Haut-Rhin, le Territoire de Belfort et la Haute-Saône du parc naturel régional des Ballons des Vosges. 
La cité a reçu les labels Station Verte et, en 2016 le « Patrimoine du XXe siècle » relatif au centre du village entièrement reconstruit dans les années 50 après sa destruction en

#### Communes limitrophes
| Vienville                   | La Houssière                  | Anould   |
| La Chapelle-devant-Bruyères | Corcieux                      | Anould   |
| Arrentès-de-Corcieux        | Gerbépal Arrentès-de-Corcieux | Gerbépal |

### Géologie et relief
Il semble acquis qu'un lac occupait cette cuvette au sortir de l'ère glaciaire, c'est-à-dire il y a moins de 10 000 ans ; certains endroits sont encore marécageux. Le glacier de calotte dans ses ultimes oscillations, retraits de déglaciation ou avancées de glaciation, a laissé des matériaux à la fois fins et mal classés, qui n'ont pas été repris par l'érosion, sauf en marge du plateau. Les géologues les décrivaient autrefois sous la dénomination de diluvium et atterrissement de granit et de roche ancienne.
Hydrogéologie et climatologie : Système d’information pour la gestion des eaux souterraines du bassin Rhin-Meuse :
:: Territoire communal : Occupation du sol (Corinne Land Cover); Cours d'eau (BD Carthage),
:: Géologie : Carte géologique; Coupes géologiques et techniques,
:: Hydrogéologie : Masses d'eau souterraine; BD Lisa; Cartes piézométriques.

### Sismicité
Commune située dans une zone 3 de sismicité modérée.

### Hydrographie et les eaux souterraines
La commune est située dans le bassin versant du Rhin au sein du bassin Rhin-Meuse. Elle est drainée par le ruisseau le Neune, le ruisseau de la Goulle, le ruisseau le Bheumey, le ruisseau le Rayrand, le ruisseau le Xave, le ruisseau de Ruxurieux et le ruisseau des Bouleaux,.
Le Neuné, d'une longueur totale de 24,5 km, prend sa source dans la commune de Gerbépal et se jette dans la Vologne en limite de Laveline-devant-Bruyères, Herpelmont, Beauménil et Champ-le-Duc, après avoir traversé sept communes.

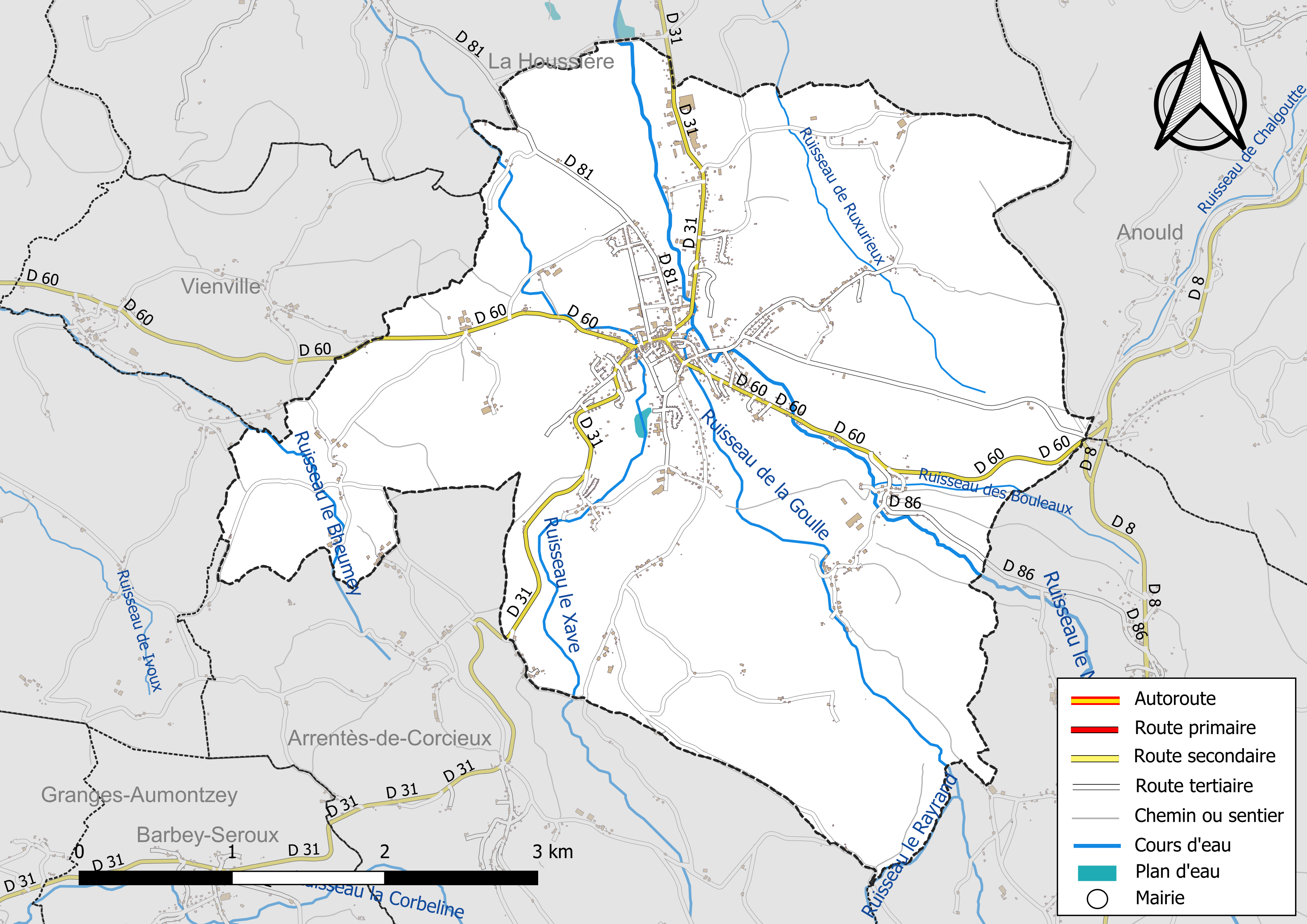
Réseaux hydrographique et routier de Corcieux.

La qualité des eaux de baignade et des cours d’eau peut être consultée sur un site dédié géré par les agences de l’eau et l’Agence française pour la biodiversité.

### Climat
Pour des articles plus généraux, voir Climat du Grand Est et Climat du département des Vosges.
En 2010, le climat de la commune est de type climat de montagne, selon une étude du Centre national de la recherche scientifique s'appuyant sur une série de données couvrant la période 1971-2000. En 2020, Météo-France publie une typologie des climats de la France métropolitaine dans laquelle la commune est exposée à un climat semi-continental et est dans la région climatique  Vosges, caractérisée par une pluviométrie très élevée (1 500 à 2 000 mm/an) en toutes saisons et un hiver rude (moins de 1 °C). 
Pour la période 1971-2000, la température annuelle moyenne est de 8,6 °C, avec une amplitude thermique annuelle de 16,8 °C. Le cumul annuel moyen de précipitations est de 1 315 mm, avec 14,3 jours de précipitations en janvier et 11,1 jours en juillet. Pour la période 1991-2020, la température moyenne annuelle observée sur la station météorologique de Météo-France la plus proche, « Gérardmer », dans la commune de Gérardmer à 11 km à vol d'oiseau, est de 9,1 °C et le cumul annuel moyen de précipitations est de 1 797,3 mm. 
La température maximale relevée sur cette station est de 37 °C, atteinte le 7 août 2015 ; la température minimale est de −20,5 °C, atteinte le 20 décembre 2009,,. 
Les paramètres climatiques de la commune ont été estimés pour le milieu du siècle (2041-2070) selon différents scénarios d'émission de gaz à effet de serre à partir des nouvelles projections climatiques de référence DRIAS-2020. Ils sont consultables sur un site dédié publié par Météo-France en novembre 2022.

### Voies de communications et transports

#### Voies routières
Le village a une structure étoilée, de nombreuses routes partant du centre pour desservir les divers hameaux : Bellegoutte, Rambaville, Rennegoutte, Ruxurieux, Vichibure... La gare de Corcieux-Vanémont, à 3 km du centre, se trouve sur le territoire de la commune de La Houssière.

#### Transports en commun
- Fluo Grand Est.

##### SNCF
.
- Gare de Bruyères.
- Gare de Saint-Dié-des-Vosges.

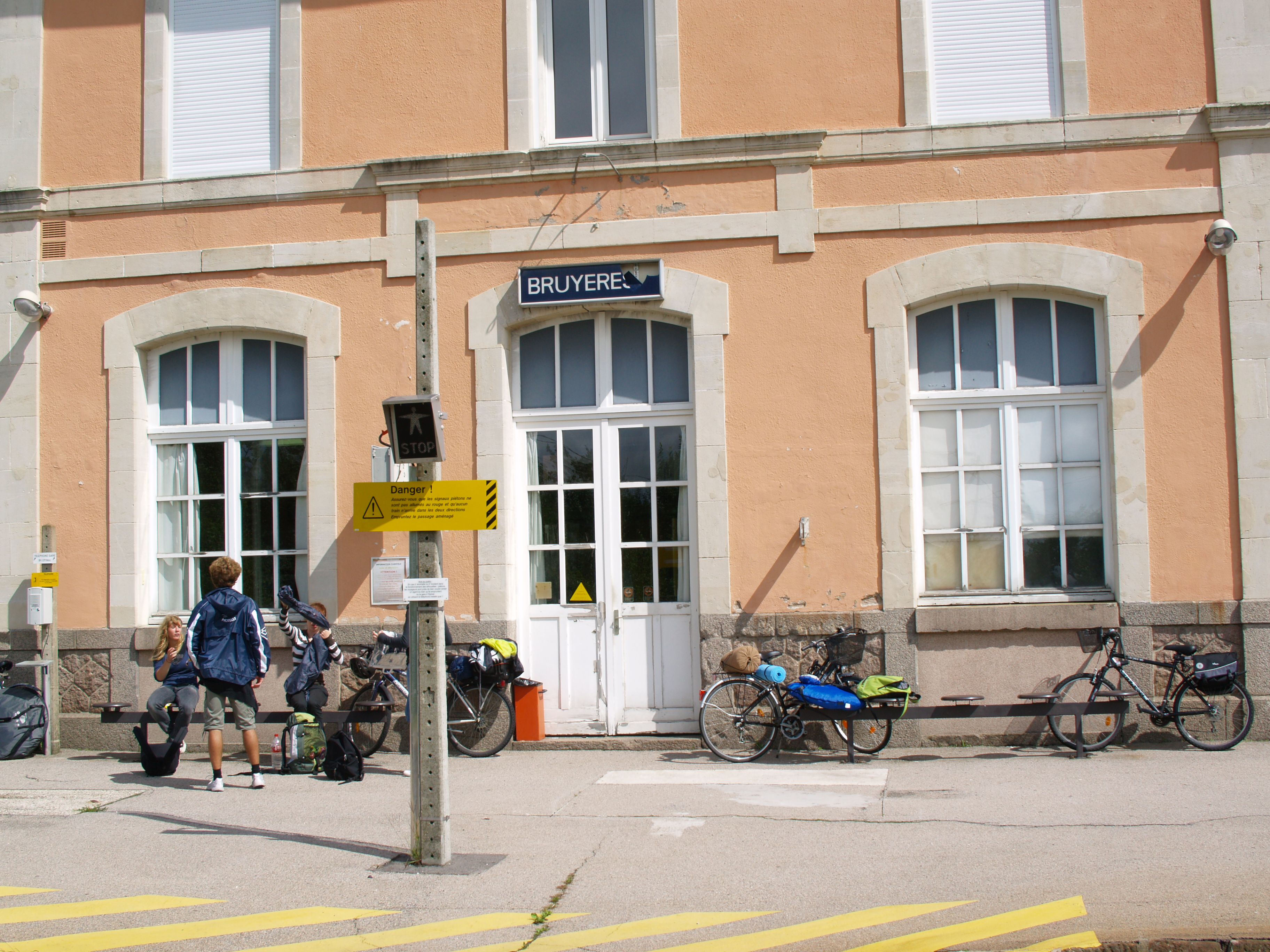
Gare de Bruyères.

- Gare de Corcieux - Vanémont fermée.

### Intercommunalité
Commune membre de la Communauté d'agglomération de Saint-Dié-des-Vosges.

## Urbanisme

### Typologie
Au 1er janvier 2024, Corcieux est catégorisée bourg rural, selon la nouvelle grille communale de densité à sept niveaux définie par l'Insee en 2022.
Elle est située hors unité urbaine et hors attraction des villes,.

### Occupation des sols
L'occupation des sols de la commune, telle qu'elle ressort de la base de données européenne d’occupation biophysique des sols Corine Land Cover (CLC), est marquée par l'importance des territoires agricoles (65,6 % en 2018), en diminution par rapport à 1990 (71,2 %). La répartition détaillée en 2018 est la suivante : 
prairies (33,4 %), forêts (24,6 %), terres arables (17,4 %), zones agricoles hétérogènes (14,8 %), zones urbanisées (7,8 %), zones industrielles ou commerciales et réseaux de communication (1,9 %). L'évolution de l’occupation des sols de la commune et de ses infrastructures peut être observée sur les différentes représentations cartographiques du territoire : la carte de Cassini (XVIIIe siècle), la carte d'état-major (1820-1866) et les cartes ou photos aériennes de l'IGN pour la période actuelle (1950 à aujourd'hui).

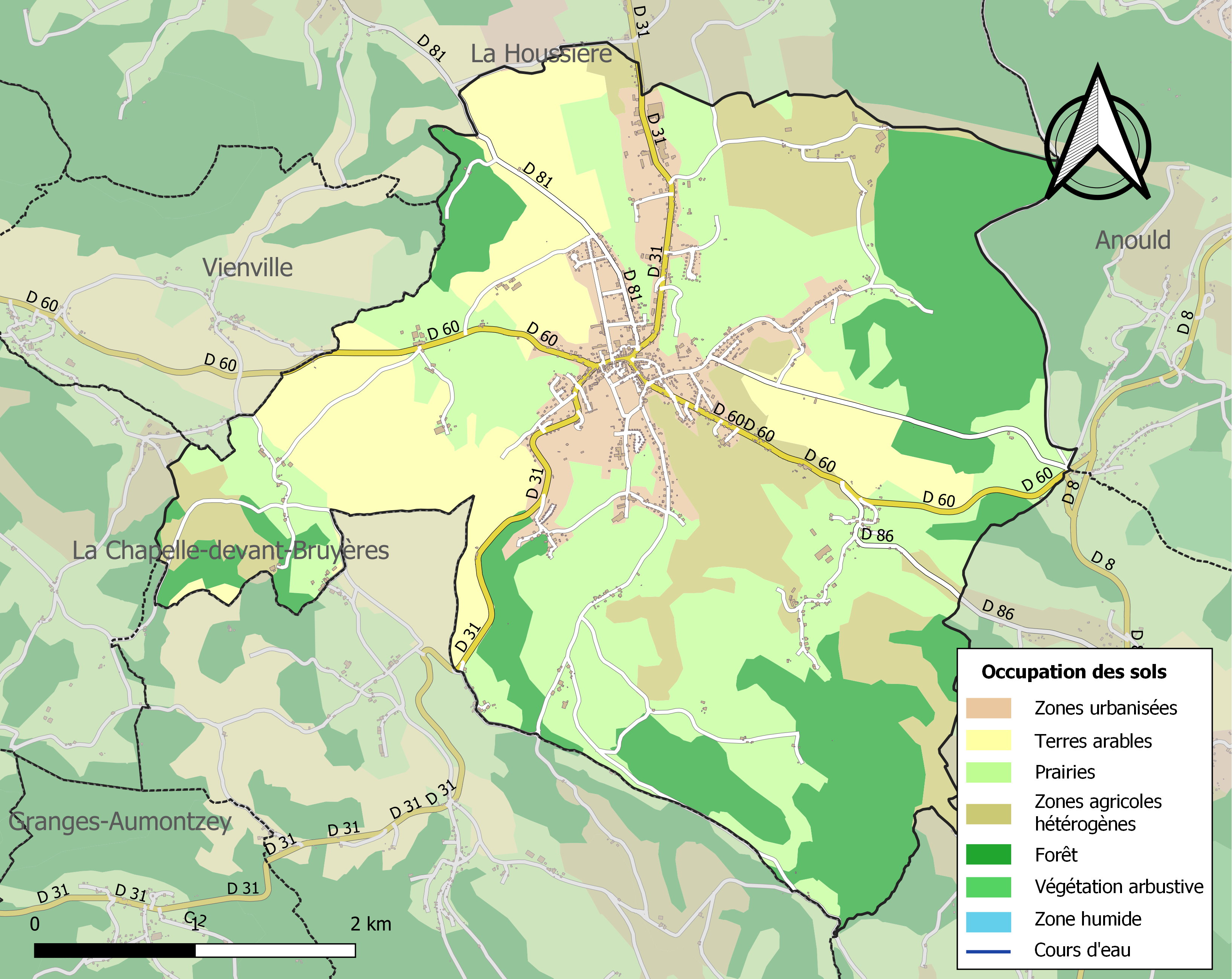
Carte des infrastructures et de l'occupation des sols de la commune en 2018 (CLC).

## Toponymie
Le nom de la localité est attesté sous les formes Cono de Corcello, de Corrocello (1070) ; Colrezue (1188) ; Correçoul (1246) ; Courresuel (1255) ; Corresoel (1255) ; F. de Corresuel (1292) ; F. de Correceul (1292) ; Corresceul (1326) ; Correcieul (1326) ; Corresuelz (1328) ; Courressuel (1345) ; Coursieulx, Coursuer (1376) ; Courressuelz (1383) ; Corressuel (XIVe siècle) ; Correceu, Colresseul, Coureceul (XIVe siècle) ; Corresuer  (1428) ; Courceul (1504) ; Coursieux (1514) ; Corsieux (1514) ; Coursieulx (1595) ; Ban de Courcieux (1656) ; Corcieux (1720) ; Corsica (1768).

Coursieulx s'impose sous des graphies diverses du XIVe siècle au XVIIIe siècle.
Auguste Longnon, Albert Dauzat et Ernest Nègre n'ont pas traité ce toponyme dans leurs ouvrages respectifs, cela signifie sans doute qu'ils le considèrent comme obscur.

## Histoire
Il s'agit déjà d'un gros bourg en 1246. Le doyenné de Corcieux, selon la statistique des Vosges publiée par Charton en 1837, comprend les villages de Corcieux, Bellegoutte, Les Cours, Mariémont, La Nolneuve, Thiriville, La Houssière et La Côte. Il était sous la juridiction du duc de Lorraine et de l’église impériale des chanoinesses de Remiremont. Le duc était seul haut-justicier. L'administration ducale contrôle efficacement les impôts. En 1312, les bans de Corcieux et d'Anould, le château de Spitzemberg et ses dépendances, sont confiés en douaire à Isabelle d'Autriche.

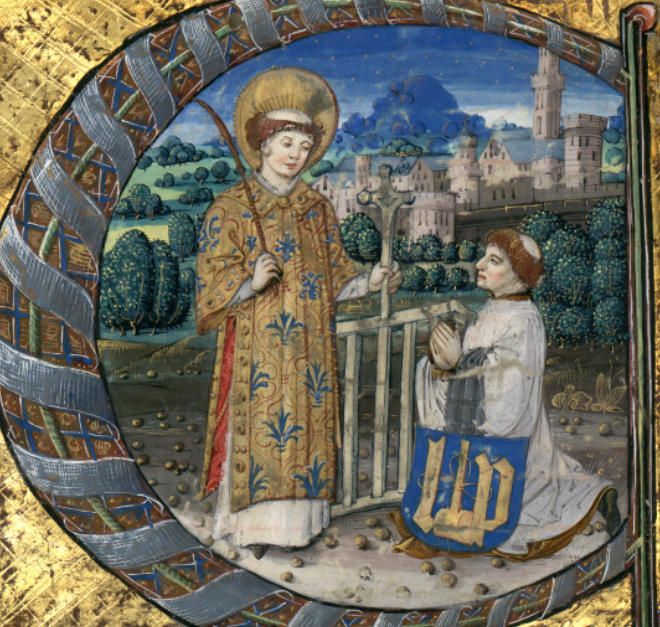
Laurent Pillard, curé de Corcieux agenouillé devant Saint Laurent, le village en arrière-plan (enluminure du Graduel de la collégiale de Saint-Dié).

Au spirituel, la paroisse Sainte Vierge d'Assomption fondée au XIIIe siècle dépend du chapitre de Remiremont. Au XVe siècle, les dames chanoinesses de Remiremont ont la moitié de la collation principale de la cure qui dépend toutefois directement de l'autorité papale. L'autre moitié de la collation, composée de grosse dîme et de menue dîme, selon Dom Augustin Calmet, restait à la cure, faisant du curé en titre un personnage estimé s'il résidait à demeure. Nous connaissons Laurent Pillardius ou Pillard, à la fois chanoine de Saint-Dié et curé de Corcieux, décédé en 1549. Les vitraux de l'église de Corcieux montre l'auteur de la Rusticiade, ce long poème à la gloire du duc Antoine de Lorraine pendant la guerre des Paysans en Allemagne. Ce poète et fin lettré ne semble pas avoir résidé vraiment à demeure, si on n'excepte quelques courtes résidences. Il devait être plus souvent à Toul.
Le curé, ou par défaut le prêtre officiant et résident médiéval, a droit au bouvrot qui consiste en deux ou trois fauchés de prés, sept jours de terre (culture) par la corvée. Le lendemain de Noël, le patron ou fermier du moulin du ban de Corcieux doit livrer un pain le lendemain de Noël. Le marguillier ou matricularius, soit le préposé au rôle ou registre (matricula) de la fabrique, doit lui fournir 28 livres de beurre, 2 chapons, 2 pains blancs et 2 pintes de vin. En retour de sa livraison, le curé en fonction l'invite à dîner.
La grande paroisse de Corcieux comporte aussi la chapelle de Gerbépal qui desservait l'arrière contrée montagneuse. Plus tard, après l'érection des églises de Gerbépal puis de Gérardmer, elle a pour annexe les églises de Gérardmer et de Gerbépal, et les chapelles de La Houssière et de Martinprey. La communauté de  Gerbépal  comporte 40 censes ou fermes, 8 à 10 hameaux, si on inclut Martimpré. Les habitants de Gérardmer, appartenant au ban de Gerpébal et à la paroisse annexe de Gerbépal, devaient fournir chaque année en nature à la cure de Corcieux 40 livres de beurre et 12 fromages, pour bénéficier des services spirituelles du presbytère de Corcieux. Ce n'est que le 24 mai 1542 qu'ils s'affranchissent du droit de porter leurs morts au cimetière de l'église de Gerbépal. Pour la construction de la chapelle mortuaire et du cimetière gérômois, le curé de Corcieux qui doit aussi fournir le vicaire résident reçoit en dédommagement une redevance annuelle de 100 livres de fromages et de 60 livres de beurre, à charge pour lui de défrayer les deux marguilliers et le cheval effectuant la transport.
| 1300 | 1500 | 1600 | 1710 | 1780  | 1802  |
| ---- | ---- | ---- | ---- | ----- | ----- |
| -    | -    | -    | 700  | 1 100 | 1 183 |

Corcieux possède aussi une maison seigneuriale qui apparaît comme un modeste château. Il est tenu par monsieur de Fléville au milieu du XVIIIe siècle. Les familles nobles présentes dans les registres paroissiaux sont depuis 1649 les :
- Roger de Fleville
- Martimprey
- Heawal
- Bildstein
- Magnières

De 1790 à l’An IX Corcieux est chef-lieu d'un canton inclus dans le district de Bruyères. Le canton de Corcieux est ensuite rattaché à l'arrondissement de Saint-Dié. Les fromagers de Corcieux étaient bien connus dès la fin du XVIIIe siècle sur le marché de Saint-Dié.
| 1830  | 1847  | 1867  | 1887  |
| ----- | ----- | ----- | ----- |
| 1 520 | 1 648 | 1 600 | 1 585 |

Un camp militaire provisoire, constitué de baraques en planches, est établi en 1888 sur le territoire de la commune à la Croix-Florence. Il est agrandi en 1903 et reçoit des troupes d'infanterie et d'artillerie. Un manège y est installé jusqu'en 1912. Sur la partie nord de la commune, entre la gare et le village, un terrain d'aviation est installé durant la guerre de 1914-1918. Du 15 juin 1915 au 25 avril 1917 ce terrain accueille une escadrille d'observation (l’escadrille « C 47 ») à laquelle est affecté, du 13 mai au 15 août 1915, l'aviateur René Fonck surnommé « l'as des as ».

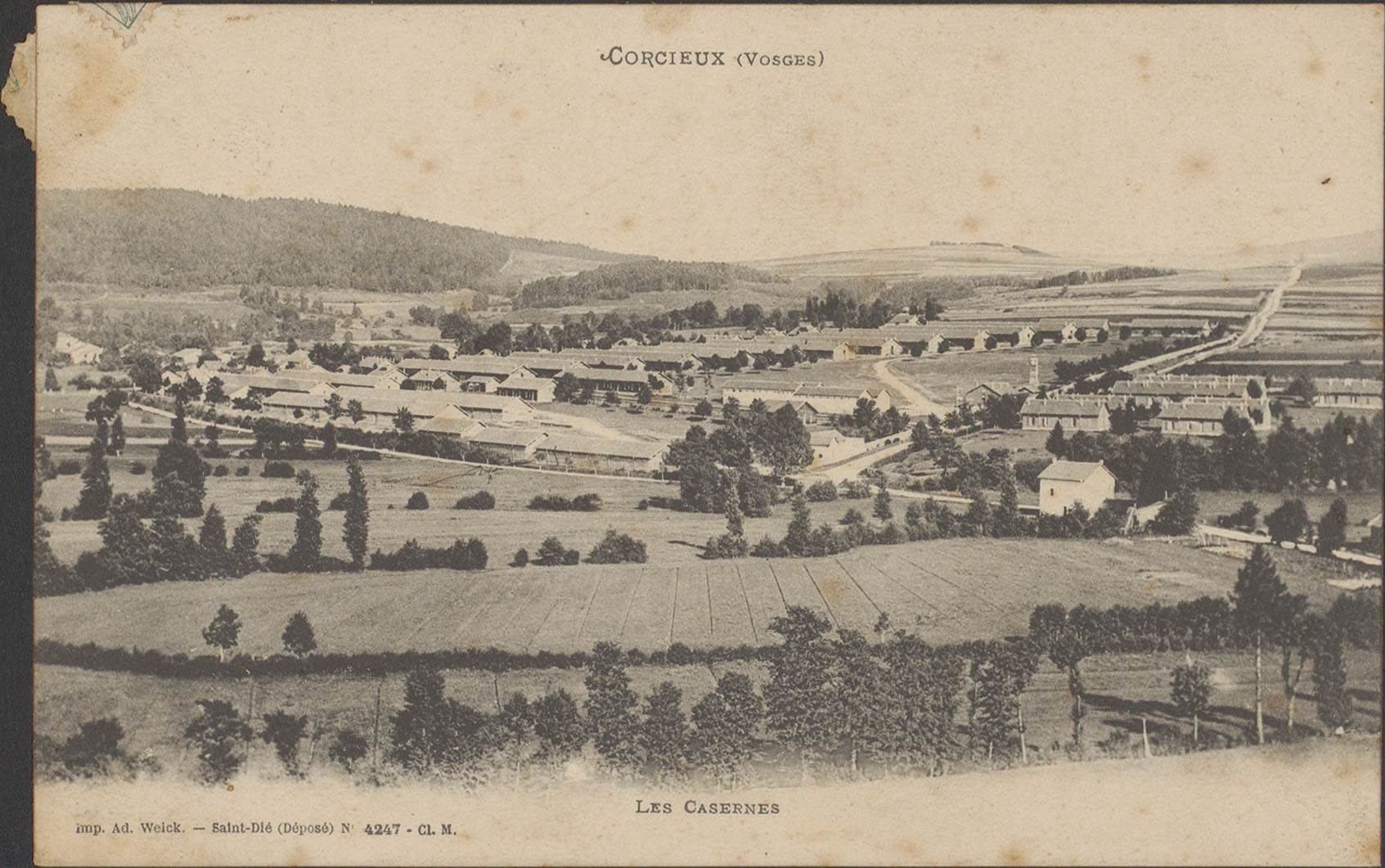
Les casernes (fonds photographique Ad.Weick).
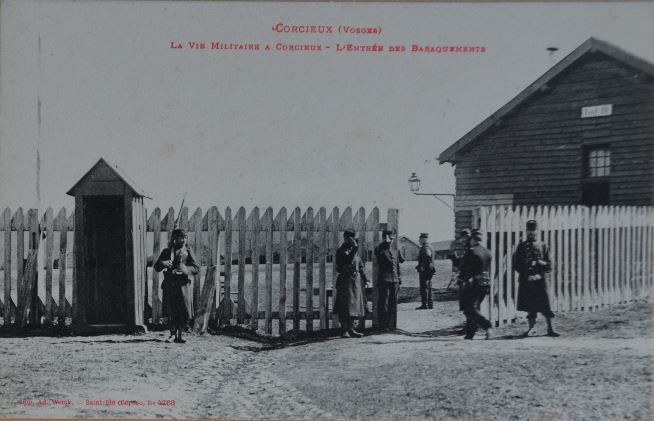
Entrée des baraquements (fonds photographique Ad.Weick).
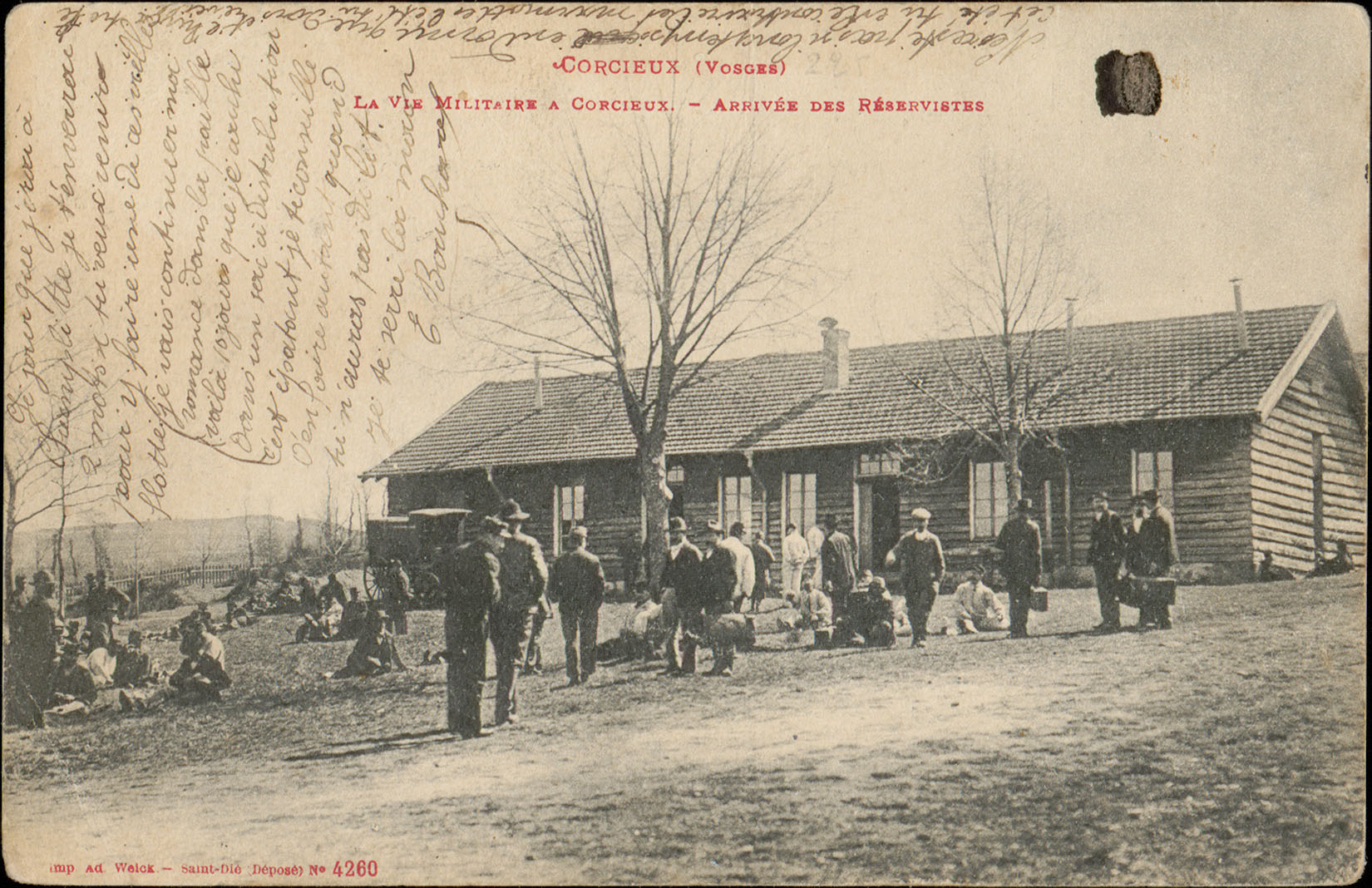
Arrivée des réservistes (fonds photographique Ad.Weick).

Dès le 6 juin 1944, les maquisards de Corcieux se lancent à l'attaque de l'occupant : ils sont les seuls des Vosges à répondre à l'appel de la BBC. Quelques centaines d'hommes contre l'armée allemande, le combat inégal se termine par l'exécution des résistants : 70 personnes sont fusillées et 104 déportées. Malgré son échec prévisible, le baroud du maquis de Corcieux aura atteint un but : créer dans les Vosges un abcès de fixation des troupes occupantes durant les premiers jours du débarquement de Normandie.
L'Association du souvenir des événements du maquis de Corcieux (ASEMC) entretien et développe la mémoire de ces événements par des commémorations et la réalisation de  "chemins de mémoire",.
Le 15 novembre 1944, reculant après la bataille de Bruyères, les Allemands chassent la population vers la montagne sous un froid glacial et anéantissent le village au lance-flamme. Là encore, le bilan est très lourd : 37 victimes, 86 prisonniers, plus de 200 déportés. 82 bâtiments sont détruits entièrement, 12 gravement endommagés et une centaine plus légèrement. Au titre de sa résistance à l'occupant et des souffrances endurées par sa population, la commune est décorée le 23 décembre 1949 de la croix de guerre 1939-1945 avec palmes de bronze.
La reconstruction de la cité s'effectue avec l'appui  de l'American Aid to France, de la mairie du 8e arrondissement de Paris et des communes de Bourbon-l'Archambault (Allier), d'Auxonne (Côte-d'Or) et de La Neuveville (Suisse) sous la direction de l'architecte urbaniste parisien François-Boleslas de Jankowski. L'inauguration de la cité reconstruite a lieu le 22 mai 1955.

### Démographie

#### Pyramide des âges
L'évolution du nombre d'habitants est connue à travers les recensements de la population effectués dans la commune depuis 1793. Pour les communes de moins de 10 000 habitants, une enquête de recensement portant sur toute la population est réalisée tous les cinq ans, les populations de référence des années intermédiaires étant quant à elles estimées par interpolation ou extrapolation. Pour la commune, le premier recensement exhaustif entrant dans le cadre du nouveau dispositif a été réalisé en 2004.

En 2022, la commune comptait 1 490 habitants, en évolution de −4,3 % par rapport à 2016 (Vosges : −2,96 %, France hors Mayotte : +2,11 %).
| 1793  | 1800  | 1806  | 1821  | 1831  | 1836  | 1841  | 1846  | 1856  |
| ----- | ----- | ----- | ----- | ----- | ----- | ----- | ----- | ----- |
| 1 097 | 1 143 | 1 203 | 1 410 | 1 558 | 1 636 | 1 648 | 1 709 | 1 613 |

| 1861  | 1866  | 1872  | 1876  | 1881  | 1886  | 1891  | 1896  | 1901  |
| ----- | ----- | ----- | ----- | ----- | ----- | ----- | ----- | ----- |
| 1 553 | 1 600 | 1 616 | 1 583 | 1 585 | 1 503 | 1 538 | 1 509 | 1 671 |

| 1906  | 1911  | 1921  | 1926  | 1931  | 1936  | 1946  | 1954  | 1962  |
| ----- | ----- | ----- | ----- | ----- | ----- | ----- | ----- | ----- |
| 1 604 | 2 023 | 1 505 | 1 428 | 1 300 | 1 272 | 1 172 | 1 367 | 1 450 |

| 1968  | 1975  | 1982  | 1990  | 1999  | 2004  | 2006  | 2009  | 2014  |
| ----- | ----- | ----- | ----- | ----- | ----- | ----- | ----- | ----- |
| 1 525 | 1 790 | 1 880 | 1 718 | 1 598 | 1 650 | 1 648 | 1 668 | 1 560 |

| 2019  | 2022  | - | - | - | - | - | - | - |
| ----- | ----- | - | - | - | - | - | - | - |
| 1 500 | 1 490 | - | - | - | - | - | - | - |

## Politique et administration

### Budget et fiscalité 2022

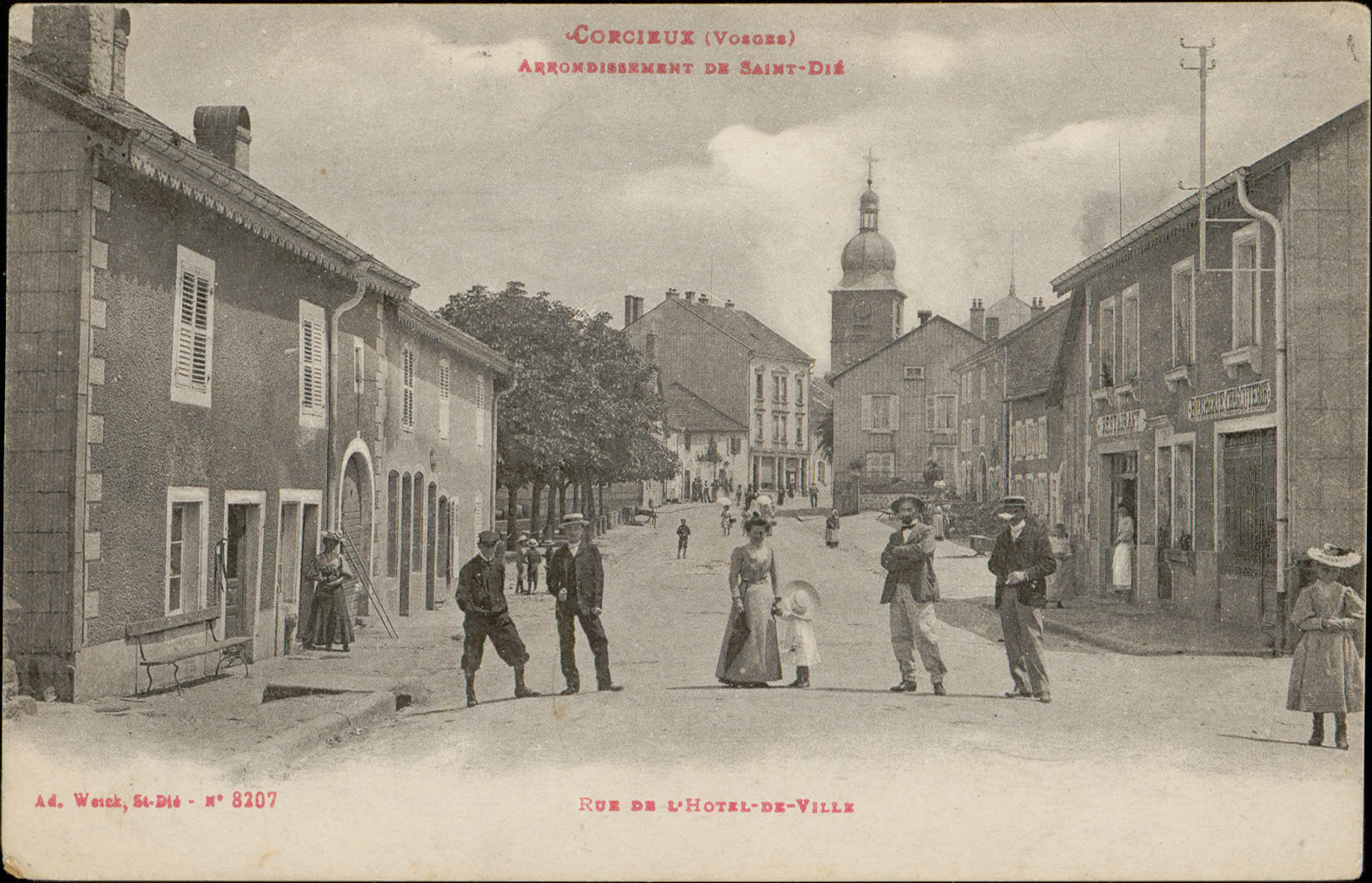
Vue historique rue de l'Hôtel-de Ville (fonds photographique Ad.Weick).
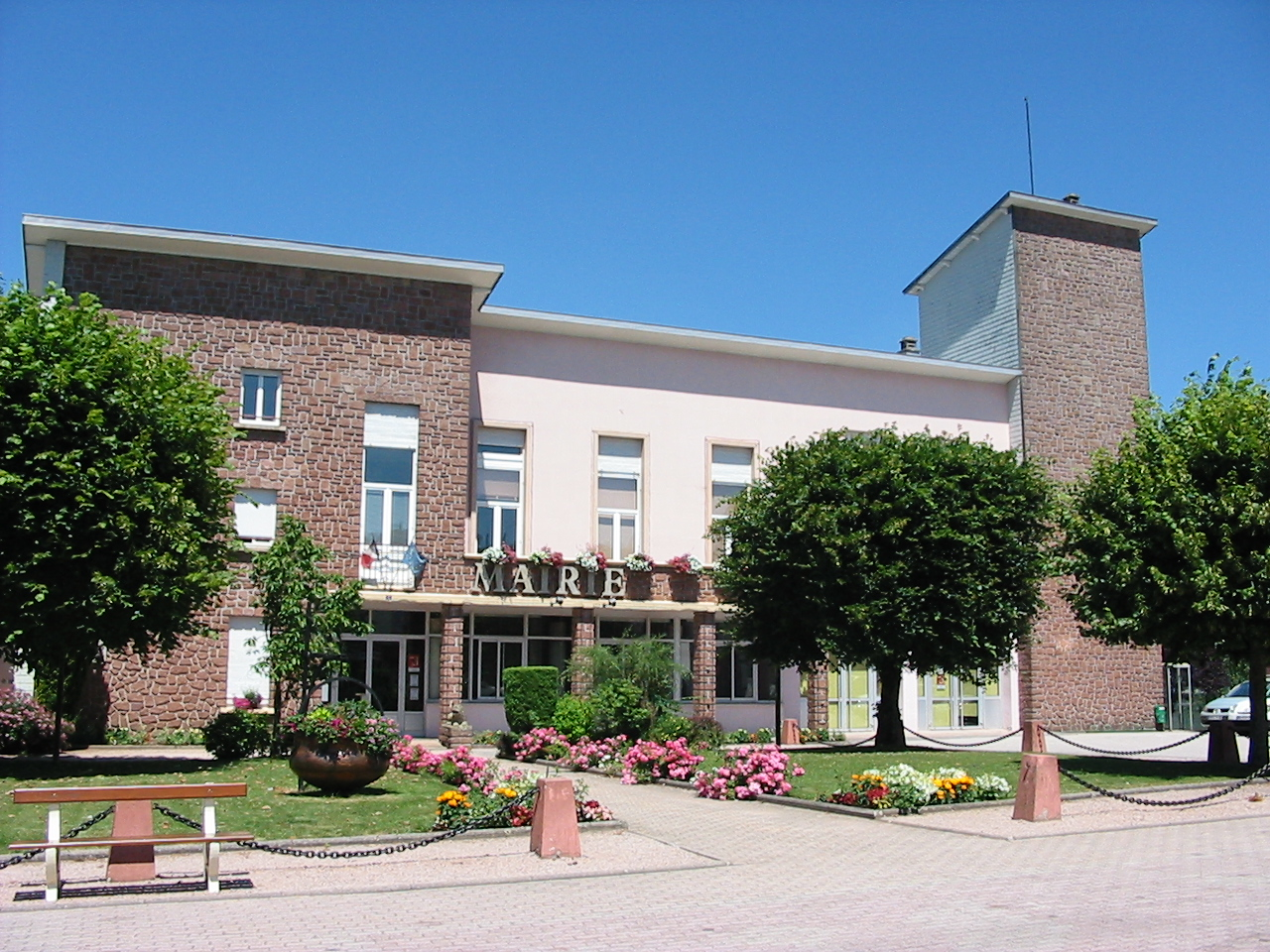
La nouvelle mairie.

En 2021, le budget de la commune était constitué ainsi :
- total des produits de fonctionnement : 2 016 000 €, soit 1 332 € par habitant ;
- total des charges de fonctionnement : 1 658 000 €, soit 1 095 € par habitant ;
- total des ressources d'investissement : 765 000 €, soit 505 € par habitant ;
- total des emplois d'investissement : 846 000 €, soit 559 € par habitant ;
- endettement : 516 000 €, soit 341 € par habitant.

Avec les taux de fiscalité suivants :
- taxe d'habitation : 22,77 % ;
- taxe foncière sur les propriétés bâties : 41,97 % ;
- taxe foncière sur les propriétés non bâties : 39,15 % ;
- taxe additionnelle à la taxe foncière sur les propriétés non bâties : 0,00 % ;
- cotisation foncière des entreprises : 0,00 %.

Chiffres clés Revenus et pauvreté des ménages en 2021 : médiane en 2021 du revenu disponible, par unité de consommation : 20 900 €.

### Liste des maires
| Période                                  | Période                       | Identité                  | Étiquette | Qualité                                                                  |
| ---------------------------------------- | ----------------------------- | ------------------------- | --------- | ------------------------------------------------------------------------ |
| Les données manquantes sont à compléter. |                               |                           |           |                                                                          |
| 1945                                     | 1948                          | Jean Poirot               | DVD       | Médecin généraliste Conseiller général du canton de Corcieux (1945-1981) |
| 1948                                     | 1962                          | Camille Baradel           | DVD       | Exploitant forestier                                                     |
| 1962                                     | 1968                          | Michel Laurent            | UNR-UDT   | Médecin généraliste                                                      |
| 1969                                     | 1972                          | Jean Poirot               | DVD       | Médecin généraliste Conseiller général du canton de Corcieux (1945-1981) |
| 1972                                     | mars 2001                     | Jacky Omarini (1935-2019) | DVD       | Pharmacien                                                               |
| mars 2001                                | En cours (au 18 février 2015) | Christian Caël            | SE        | Conseiller agricole                                                      |

## Population et société

### Démographie
L'évolution du nombre d'habitants est connue à travers les recensements de la population effectués dans la commune depuis 1793. Pour les communes de moins de 10 000 habitants, une enquête de recensement portant sur toute la population est réalisée tous les cinq ans, les populations de référence des années intermédiaires étant quant à elles estimées par interpolation ou extrapolation. Pour la commune, le premier recensement exhaustif entrant dans le cadre du nouveau dispositif a été réalisé en 2004.

En 2022, la commune comptait 1 490 habitants, en évolution de −4,3 % par rapport à 2016 (Vosges : −2,96 %, France hors Mayotte : +2,11 %).
| 1793  | 1800  | 1806  | 1821  | 1831  | 1836  | 1841  | 1846  | 1856  |
| ----- | ----- | ----- | ----- | ----- | ----- | ----- | ----- | ----- |
| 1 097 | 1 143 | 1 203 | 1 410 | 1 558 | 1 636 | 1 648 | 1 709 | 1 613 |

| 1861  | 1866  | 1872  | 1876  | 1881  | 1886  | 1891  | 1896  | 1901  |
| ----- | ----- | ----- | ----- | ----- | ----- | ----- | ----- | ----- |
| 1 553 | 1 600 | 1 616 | 1 583 | 1 585 | 1 503 | 1 538 | 1 509 | 1 671 |

| 1906  | 1911  | 1921  | 1926  | 1931  | 1936  | 1946  | 1954  | 1962  |
| ----- | ----- | ----- | ----- | ----- | ----- | ----- | ----- | ----- |
| 1 604 | 2 023 | 1 505 | 1 428 | 1 300 | 1 272 | 1 172 | 1 367 | 1 450 |

| 1968  | 1975  | 1982  | 1990  | 1999  | 2004  | 2006  | 2009  | 2014  |
| ----- | ----- | ----- | ----- | ----- | ----- | ----- | ----- | ----- |
| 1 525 | 1 790 | 1 880 | 1 718 | 1 598 | 1 650 | 1 648 | 1 668 | 1 560 |

| 2019  | 2022  | - | - | - | - | - | - | - |
| ----- | ----- | - | - | - | - | - | - | - |
| 1 500 | 1 490 | - | - | - | - | - | - | - |

### Manifestations culturelles et festivités
Une fois toutes les trois semaines, des séances de cinéma sont proposées par l'association CLE (Corcieux Loisirs Entente) en partenariat avec le CRAVLOR. Des films classés "Art et Essai" (en version originale sous-titrée) sont présentés. Désirant ouvrir la culture cinématographique au plus grand nombre et offrir un large choix de films, cette action va dans le sens de la diversité culturelle.
En 2001, la commune a ouvert le service Animation-Jeunesse. Depuis cette date, un accueil de loisirs périscolaire, des accueils de loisirs (centre aéré) et diverses animations sont proposés à la population.

### Sports et culture
- Associations sportives présentes dans la commune :
  - Association des Myrtilles de Corcieux[36] (club de basket-ball),
  - Judo-Club,
  - Foot Corcieux-Granges,
  - USFEN (Éducation Nationale),
  - Les Gais Godillots (association de marche),
  - Le CAPS,
  - L'UNSS ;

- association culturelle présente dans la commune :
  - Corcieux Loisirs Entente (cinéma, accueil de Loisirs, danse, yoga, scrabble...) ;

- équipements sportifs :
  - salle de sport Roger-Perrin,
  - terrain de foot à gazon synthétique,
- piste artificielle de skate-board et de VTT acrobatique,
- sentiers de randonnées balisés par le Club vosgien dont le Sentier de grande randonnée de pays de la Déodatie ;

- équipements culturels :
- cinéma estival,
- médiathèque intégré au réseau intercommunal des médiathèques de la Communauté d'agglomération.

### Enseignement
Établissements d'enseignements :
- Écoles maternelles et primaires à Corcieux ;
- Collège Paul-Émile-Victor à Corcieux ;
- Lycées à Gérardmer, Bruyères et Saint-Dié-des-Vosges ;
- Établissements d'enseignement supérieur à Saint-Dié-des-Vosges, Épinal, Nancy et Strasbourg.

### Santé
Professionnels et établissements de santé :
- Médecin, dentiste, infirmiers et kinésithérapeutes à Corcieux au sein d'un espace santé.
- Pharmacies à Corcieux
- Hôpitaux à Saint-Dié-des-Vosges, Gérardmer.
- Ehpad "Le forfelet" à Corcieux.

### Cultes
- Culte catholique, Paroisse Notre-Dame-de-Corcieux[39], Diocèse de Saint-Dié.

## Économie

### Entreprises et commerces

#### Agriculture
- Culture et élevage associés.
- Sylviculture et autres activités forestières.
- Élevage de chevaux et d'autres équidés.
- Élevage de vaches laitières.
- Élevage d'autres bovins et de buffles.

#### Tourisme
- Hébergements et restauration à Corcieux, La Houssière, Arrentès-de-Corcieux.
- Nombreux campings et gîtes locatifs.

#### Commerces
- Commerces et services de proximité.
- Depuis 1931, la principale entreprise de la commune est la fromagerie Marcillat, qui produit principalement du brie, du comté et du fromage à cuire. Elle emploie plus de 400 salariés.

## Culture locale et patrimoine

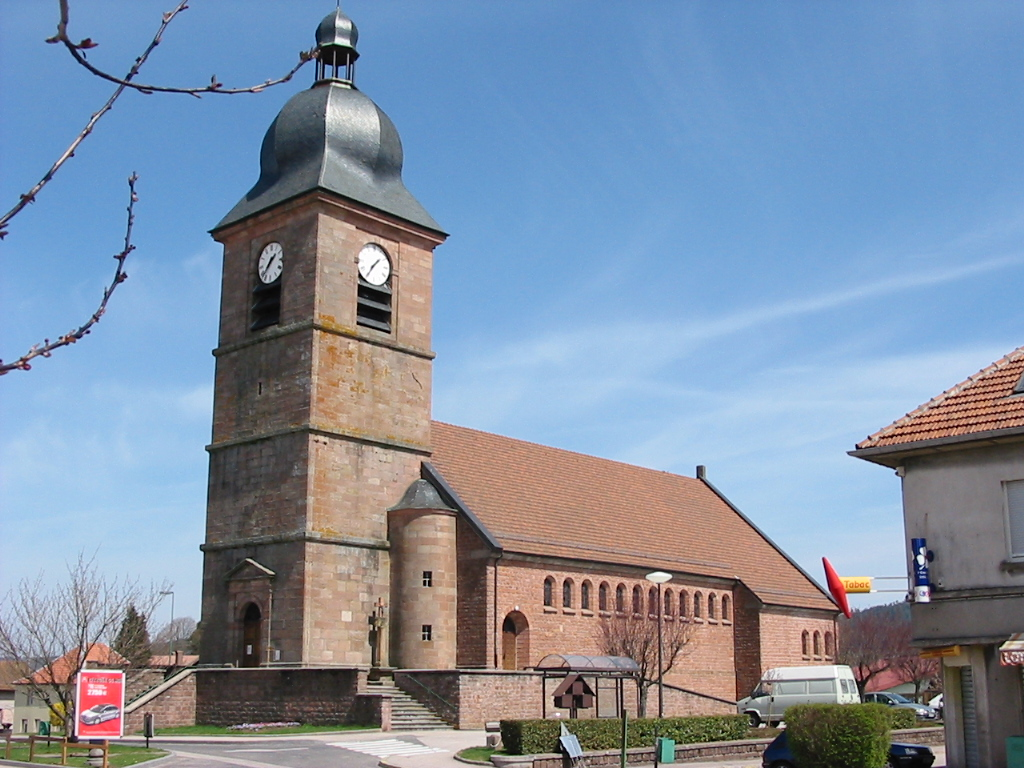
Église Notre-Dame de l'Assomption de Corcieux.

### Lieux et monuments
- L'église Notre-Dame de l'Assomption, incendiée par l'occupant  dans la nuit du 14 au 15 novembre 1944, a été reconstruite en 1955. Seules la tour-porche et la tour d'escalier ont pu être conservées. Un orgue a été construit en 1958 par Jacquot-Lavergne[40],[41]. La cloche, de 1731, est classée au titre des objets mobiliers[42].
- Monument aux morts[43].
- Les féculeries et scieries hydrauliques[44].

### Labélisation
Au titre de l'unité d'architecture de reconstruction innovante de son bourg centre, la commune en 2016  obtient le label « Patrimoine du XXe siècle ». Cette labélisation est désormais dénommée "architecture contemporaine remarquable" (ACR).

### Personnalités liées à la commune
- Nicolas-Constant Cadé (1846-1887) né à Corcieux, sculpteur et professeur à l'école des Beaux-Arts de Besançon ;
- Victor Dreyer (1866-1944), franciscain né à Rosheim (Bas-Rhin) dans une famille optant pour la France en 1871, prélat catholique comme vicaire apostolique en Afrique du Nord et représentant du Saint-Siège en Orient), évêque titulaire Orthosias-en-Phénicie (de) (1923) et archevêque titulaire d'Adulis (de) (1928) ;
- Norman Prince (1887-1916), aviateur américain et fondateur de l'escadrille La Fayette, mortellement blessé à Corcieux lors d'un atterrissage ;
- René Fonck (1894-1953), pilote de chasse surnommé "l'as des as" de la Grande Guerre, né dans la commune proche de Saulcy-sur-Meurthe, il connut sa première affectation à l'escadrille d'observation C47, composée d'appareils Caudron et sise dans la commune de Corcieux ;
- Édouard François Garcin, pilote de l'escadrille AR 14 dont la tombe se trouve dans le cimetière de la commune[47] ;
- Jean Poirot (1914-1981), médecin, résistant du maquis de Corcieux, maire de la commune de 1945 à 48 et de 1971 à 1972 et conseiller général du département des Vosges[48] ;
- Georges Valance, né en 1942 à Corcieux, a été un journaliste parisien, renommé en économie. En retraite et toujours attaché à Corcieux, il demeure un essayiste et un historien spécialisé. Les ouvrages publiés chez Flammarion de ce fin lettré, ancien élève du lycée Louis-le-Grand et étudiant à la Sorbonne sont des biographies sur le baron Haussmann, sur Thiers, bourgeois révolutionnaire, mais aussi développent la thématique économique : La Légende du Franc, de 1360 à demain ou encore géopolitique : Le Phénix français, France-Allemagne, le retour de Bismarck ;
- Henri-Charles Claudel (1879-1957), industriel et inventeur à l'origine de plusieurs perfectionnements du carburateur[49] ;
- Pierre Féve, directeur d'école, ethnologue[50] ;
- Raoul Husson (1901-1967), chercheur spécialiste de la phonation et essayiste, directeur de recherches au C.N.R.S.[51].

### Héraldique
| Blason | Blasonnement : De gueules à la tour d'or maçonnée ajourée et ouverte de sable, accompagnée en chef d'un alérion d'argent et de deux clefs en sautoir de même. Commentaires : Corcieux était propriété indivise entre le duc de Lorraine et le chapitre de Remiremont. Ainsi, on retrouve en chef l'alérion d'argent de la Lorraine et les clefs d'argent en sautoir du chapitre de Remiremont. La tour indique que le fief de La Tour - dite de Fléville - se trouvait à Corcieux. L'or de la tour et les gueules de l'écu reprennent les couleurs lorraines. |

## Pour approfondir